# 赵尚志
赵尚志（1908年10月26日—1942年2月12日），汉族（一说满族），辽宁朝阳人，中共党员，著名抗日将领。赵尚志曾任中共满洲省委常委、军委书记，巴彦游击队参谋长，珠河东北反日游击队队长，东北民众反日联军总司令，东北抗日联军第三路军军长，中共北满临时省委执委会主席等职务。他是东北抗日联军的主要领导人和创建人之一，亦是中国东北最早的共产党员之一。

## 生平

### 早年经历
赵尚志幼年随其父母到哈尔滨，曾做过学徒、杂役和信差；1925年2月，考入哈尔滨许公工业学校。1925年五卅运动后，参加反帝爱国运动，组织了许公学校学生会并加入中国共产党。不久被派往黄埔军官学校第五期学习。1926年“中山舰事件”之后退出黄埔返回东北工作。1927年和1930年，两次遭到奉系军阀的逮捕而入狱。

### 参加东北抗日义勇军
1931年九一八事变后，被营救出狱。1932年春，曾先后任全满反日总会党团书记，中共满洲省委军委书记，负责中共满洲省委军委工作，曾经与杨靖宇同事。其间与共产党员范廷桂在香坊城高子车站附近炸毁日本军用车一列。1932年5月，被派往巴彦，协助张甲洲整顾巴彦游击队。根据1932年6月中共临时中央在上海召开“北方会议”的指导方针，满州省委指示巴彦游击队改编为中国工农红军第三十六军江北独立师，张甲洲任师长，赵尚志任政治部主任，该部没有政委。该部于1933年初瓦解。满洲省委把责任全部加在他身上，并以“右倾”错误，开除了他的党籍。这一挫折并未影响其抗日决心。
后只身投入义勇军孙朝阳部，当了一名马夫。由于积极献策，得到孙朝阳的重用，被任命为参谋长，后率该义勇军骨干队员脱离孙部，去珠河。1933年10月， 创建了珠河反日游击队，任珠河县抗日游击队队长。1934年6月，珠河反日游击队扩编为东北反日游击队哈东支队，任东北反日游击队哈东支队司令。

### 加入东北抗日联军
1935年1月，中共满洲省委决定，正式恢复他的党籍，充分肯定了他在开除党籍期间，继续坚持抗日斗争所取得的卓越成就，此后，历任东北人民革命军第三军军长，北满抗日联军总司令兼东北抗日联军第三军军长，中共北满临时省委执行主席等职。
1935年4月，由于中共满洲省委的上级中共中央上海分局机关于1934年10月被破坏，中共驻共产国际代表团把满洲省委领导班子调入苏联执行审查，仅省团委书记留守。
1935年6月3日由中共驻共产国际代表团团长王明，副团长康生共同署名发给东北地区党组织的《给吉东负责同志的秘密信》，也称《六三指示信》、“王康指示信”，由吉东特委转发给北满的党组织。指示信提出了一个全新的政策，即实行全民反日统一战线，不分党派、阶级、民族的反日统一战线。这与共产国际七大提出的反法西斯人民阵线，以及《八一宣言》的主张广泛的抗日统一战线，纠正只搞“下层统一战线”的关门主义错误的精神都是一致的。为此，东北人民革命军改编为东北抗日联军。杨靖宇领导的南满省委、周保中领导的吉东特委都贯彻执行了《六三指示信》。1936年至1937年的两年中，东北抗日联军处在一个大发展阶段。1935年之前，东北人民革命军只编了5个军，人数不足万人。到了1937年，东北抗日联军共编成11个军，人数达2万5千至3万人。由于赵尚志认为吉东特委和中央驻东北代表都不可信，对六三指示信和补充信的某些观点和批示持有不同意见，对驻共产国际中共代表团的来信的真实性、正确性产生怀疑。1936年9月召开了珠河、汤原中心县委和抗联三、六军党委联席会议，作出政治决议和组织决议，批评《六三指示信》总的精神是右倾的，决定成立北满临时省委，选选冯仲云为临时省委书记（后为张兰生、金策），并派出代表到莫斯科找驻共产国际中共代表团直接反映情况与建立联系。 

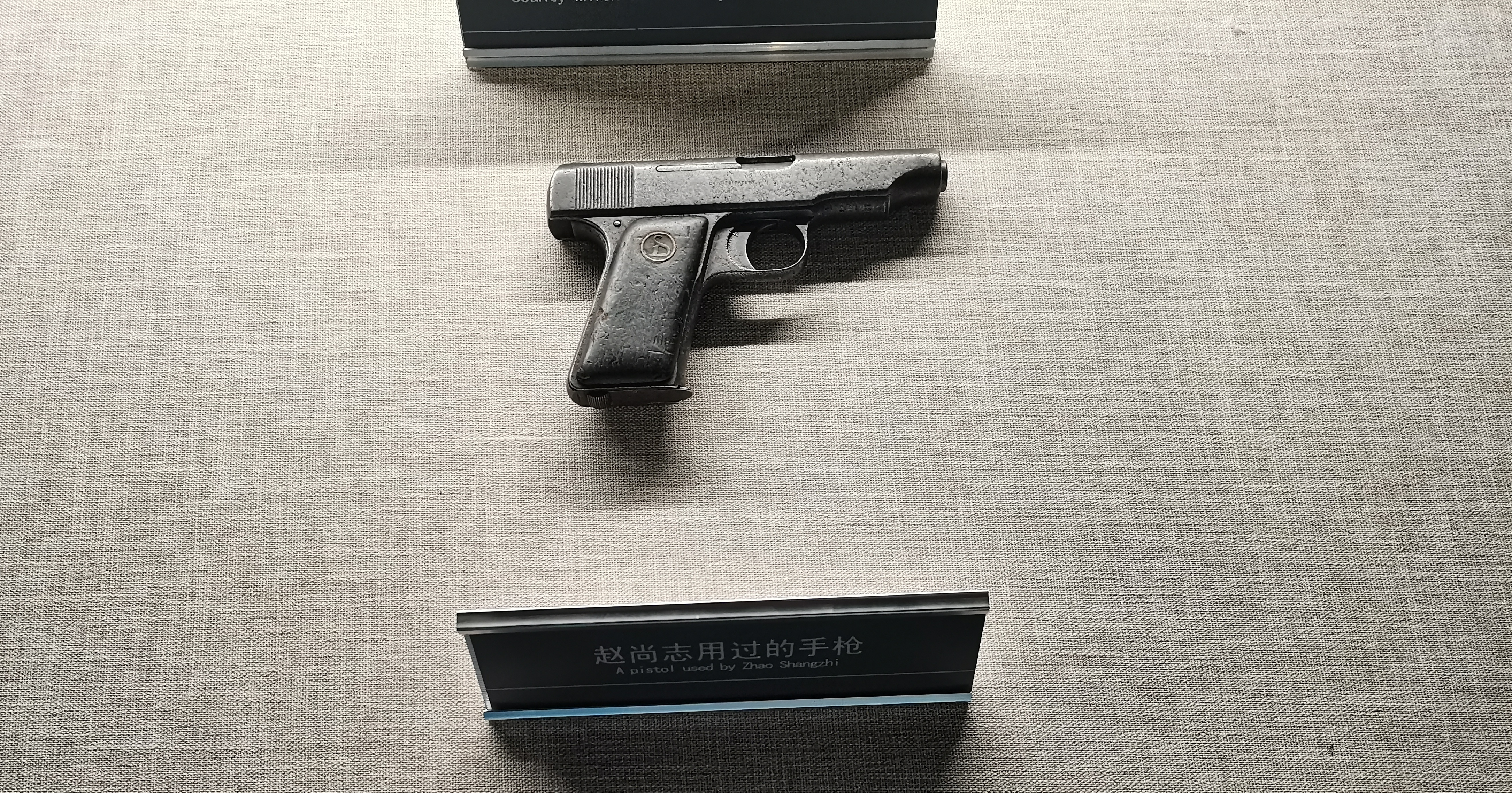
赵尚志使用过的手枪，赵尚志纪念馆收藏

1937年初，吉东省委与抗联第五军负责人周保中得知北满发生的情况后，写信给北满临时省委，认为他们把《六三指示信》曲解为右倾是错误的，希望他们纠正。这样几次通信之后，北满临时省委的李兆麟和冯仲云都认识到周保中的意见应该接受。但又困于赵尚志的态度一直很强硬，难以改变北满临时省委的决定。李兆麟请周保中到松花江以北汤原根据地参加定于1937年秋天召开的北满省委扩大会议，以求共同说服赵尚志改变态度。在这次会议上赵尚志听到了多数人在谈论《六三指示信》是不该反对的论述时，自己也说了一些自己在认识上有偏差一类的话。时任省委书记的冯仲云就认为会议产生了效果，在会议结束而周保中又要返回松花江南岸之时，他以省委书记的身份，周保中以吉东省委代表身份，两人共同署名起草了一份给东北各地党组织的通告：北满省委扩大会议在吉东省委代表周保中的参加下，共同讨论了由中央代表团所发出《六三指示信》执行中所发生的问题，两省委共同认为，该指示信是正确的，应该坚决执行的。东北的各级党组织都必须认真执行……。周保中离开后，冯仲云将此交赵尚志阅看，并说准备下发。赵尚志看了之后，质问冯仲云并不同意下发。由张兰生接替了冯仲云任北满省委书记。
1937年秋天，吉东省委和北满临时省委共同商定东北抗日联军第2路军和第3路军西征。这是由于在松花江下游的三江地区集中了北满省委和吉东省委所领导的大量抗日部队，引起了日本关东军的极端关注，意图把围剿的重点放在此处聚而歼之。

### 羁押苏联
1937年11月26日赵尚志致信苏联远东总司令布留赫尔元帅寻求苏联援动。1938年1月，北满临时省委派赵赴苏寻求援助并沟通与中共中央联系渠道，苏方怀疑赵为冒充代表，并受大肃反布留赫尔一案牵连，被关押审查一年半。抗联第6军军长戴鸿滨率部队500余人，护送赵尚志到国境线黑龙江江边，赵尚志过江后，戴鸿滨所部遭日满优势兵力围堵，无路可走在数日后也越过国境进入苏联。苏方把军级干部赵尚志、戴鸿滨、祁致中等人羁押于伯力的同一间囚室；国境的抗联部队被缴械审查后，遣送到盛世才的新疆。
从1938年初开始，第3路军有3名军长赵尚志、戴洪滨、祁致中过境进入苏联，两名军长谢文东、李华堂投敌，仅剩下第3路军政治部主任李兆麟独撑北满抗日武装斗争，领导抗联第3路军开始西征，途中虽遭受了重大损失，但成功进抵小兴安岭西麓，并站稳脚跟，抗日游击活动一直坚持了五年以上时间，直至1944年初才最后退出该游击根据地进入苏联境内。
1938年2月，李兆麟给北满临时省委写信，要求解决北满临时省委一直不承认《六三指示信》问题，并表明自己的态度，认为赵尚志坚持的是一个“左”倾关门主义的路线，是反对党中央的。北满省委必须坚决改变这一错误路线，回到党中央的正确路线上来。1938年5、6月间，中共北满临时省委在赵尚志赴苏未归之时，在通河召开了第7、第8两次常委会，与会者有中共北满临时省委书记张兰生、组织部长魏长魁、宣传部长冯仲云、执行委员李熙山（许享植）等。会议否定了1936年9月珠河、汤原中心县委与抗联三、六军党委联席会议的决议，指责该次会议犯了“左倾关门主义反党路线”错误，赵尚志是主要责任者，并决定撤销赵尚志在党内军内的职务，由李兆麟继任北满抗日联军总司令。会议期间，省委执行委员金策质疑李兆麟过去也同样拥护过赵尚志的主张应该自我检讨；而且在赵尚志缺席的情况下才提出自己的意见也欠妥。李兆麟接受了金策的批评，并解释说：自己过去先是拥护过赵尚志的主张，之后认识到这个错误时又不敢和赵尚志争辩，有自己软弱性的一面；赵尚志是从来不会容忍别人和他争辩的，我有时还真的担心赵尚志会杀我的脑袋。会议决议指责赵尚志继续执行“左”倾关门主义，并列举以下几点：
1. 提出“走狗军队（指伪军）法西斯化，集团部落的保甲长都是极端的反动分子”的“左”的口号；
2. 反对中央代表团关于将谢文东和李华堂的部队改编为东北抗日联军第8军和第9军的指示；
3. 过多地用缴械的手段对待被我们收编的抗日山林队；
4. 歧视并分裂兄弟部队[4]；
5. 以恐怖手段对待地方党组织[5]；
6. 提出“不许敌人进入游击区一步，没收土地，实行平分”、“农民必须死守游击区内组织农民暴动等不切实际的斗争口号；
7. 对中共中央代表团1935年6月3日的指示信站在左的立场上，持基本上否定的态度。

### 重返东北
1939年6月，苏联解除对赵尚志的羁押，任命他率领越境在苏的东北抗联100余人重返东北。在伯力出发时，下达任务的苏军少校任命了赵尚志为“你们游击队的总司令，你们要有纪律，听从赵尚志的命令”，该部主要任务是与北满省委建立联系。过境前的行军途中，赵尚志任命了6军军长戴鸿滨为总司令部参谋长，11军军长祁致中任总司令部副官长，陈雷为总司令部宣传科长、于保合为总司令部电信科长（负责无线电台）、刘凤阳为中队长。推选设立了中共党支部，书记赵尚志、支部委员有戴鸿滨（北满临时省委委员）、陈雷、刘凤阳、于保合、李在德（于保合的妻子）、韩箱根。部队全部换装了新造日式武器，包括六挺机枪。赵尚志从第3路军越境入苏的人员那里获知一年多以前赵就被北满临时省委解除职务，大为震惊，说要肃清奸细路线，还指名说奸细就是北满、吉东省委某些人。过黑龙江进入中国后，该部队主动进攻消灭了日满的乌拉干河金矿局所。此战后2-3天，赵尚志主持支部委员会，决定以违抗命令、动摇罪名处决了祁致中。赵尚志以东北抗联总司令的名义下达命令，命令撤销抗联第3路军，通令属于周保中抗联第2路军的第5军和第7军均须接受赵的领导，以东北抗联总司令名义召集北满抗联党、军领导人联席会议。后因缺粮，于1939年9月分为三股行动：戴鸿滨一部去找北满省委传达赵尚志的开会命令；陈森、刘凤阳带走一部去游击；赵尚志、陈雷带数十人在查布溪赵把头营作为后方部队。赵尚志又派姜立信去北满省委传信。等了近三个月，也没等到北满省委委员们来开会，派出传达的戴鸿滨、姜立信也一去不复返。入冬落雪后粮食没有着落，赵尚志被迫于1939年12月率剩下的十几人越境退回了苏联。

### 第二次被开除党籍
1940年1月，北满省委（此时张兰生已经牺牲，继任书记金策、常委李兆麟、冯仲云、高禹民、许亨植等）据戴洪滨报告说——赵尚志要戴洪滨以强迫手段强行让省委几个领导人去东北抗联总司令部开会，从而严重怀疑赵尚志有捕杀他们的企图，以赵反对 “王康指示信” （即反对王明、康生）而被北满省委第10次党委会通过决议，永远开除赵尚志的党籍。该决议列举的理由，包括赵“说李兆麟、冯仲云、周保中等是日寇奸细；张兰生、许亨植、金策都有奸细嫌疑，北满是有系统的奸细组织”，说“38、39年没有越境或没有溃散的北满抗日部队都有奸细关系”，以及“企图捕杀冯仲云、高禹民、李兆麟、许亨植、张兰生、金策等……”
1940年1月，正在苏联伯力商谈北满省委与吉东省委统一领导指挥的吉东省委书记周保中、北满省委常委冯仲云，与退入苏联的赵尚志召开三人会议，史称“第一次伯力会议”。会议决定在未能与中共中央联系上之前，应该能得到苏共哈巴罗夫斯克边疆区党组织的指导和支持，苏方指定一位少将王新林（白种人）和一名校官海洛为固定联系人。三人会议结束后，交通员传来消息，北满省委开会认定赵尚志等人处决祁致中、企图捕杀北满省委等严重问题，把赵尚志小部队的七名支部委员开除党籍（韩箱根实际上已经在战斗中牺牲）。1940年2-3月间，周保中、冯仲云与赵尚志进行了长时间的谈心，对赵尚志提出了许多诚恳、严肃的批评。赵尚志向周做了检讨，承认了自己的错误。周保中、冯仲云给在小兴安岭抗日密营的北满省委写信，请求对赵尚志不要在开除党籍的前面加上“永远”二字，以能给他一个改正错误的机会；周保中向北满省委提议，请求赵尚志到抗联第2路军担任副总指挥，以求继续发挥其军事才能。北满省委同意了上述意见。1940年4月，赵尚志到由周保中任总指挥的第2路军就任副总指挥。
1940年6月6日，周保中再次致信北满省委张寿筏，要求重新审查赵尚志党籍问题的处理。赵尚志任第二路军副总指挥后，《第二路军总指挥部与警卫队直属部队党员大会决议案》还特别提出赵尚志虽然“发生党籍问题”，“可是对于现在的党组织生活和工作是没有妨碍的”，允许其参加组织生活。至1940年7月23日，周保中写信给王新林，希望在他们的帮助下，促使北满省委尽快解决赵尚志党籍问题。北满省委从大局出发，为维系抗日联军和两省委之间的团结的精神表示感谢，但对赵尚志之党籍问题没有进一步的处理意见。
1940年11月，抗联第2路军总指挥部直属部队总结全年工作，召开了直属队党员大会，形成了《1940年11月6日第二路军总指挥部直属部队党员会议草案》，其中要求上级党组织“迅速对赵尚志加以审判，并要求与以严厉的处置”的内容。周保中向上级党提出了两个想法，一个是要赵尚志离开第二路军，并把赵尚志再送到苏联去；一个是撤回在1940年春周保中给北满省委的信中所提出的不要“永远”开除赵尚志党籍的请求。北满省委于1941年初再次开会，决定恢复永远开除赵的党籍的决定。
抗联余部撤到苏联之后，李兆麟和周保中都坚决不同意赵尚志到抗联人员的集训所在地——北野营，而要求苏联将他送到集体农庄或工厂中去接受群众的教育。于是，赵尚志最终被孤独悲壮地排斥在党组织与抗联之外。

### 受伤遇难
1941年秋季，赵率领5个人的小分队从苏联回到东北境内执行任务。1942年2月12日，在率部袭击梧桐警察分驻所（今鹤岗市境内）的战斗中被内奸刘德山打伤，受伤昏迷后被逮捕牺牲。他的頭颅被割下保留在日軍內，屍身被丟进松花江的冰窟窿裡。但由於他的頭颅開始腐爛，日軍把他的頭颅送到長春的般若寺埋藏。
2004年6月1日，他的頭颅由其后代李龙带领的团队再被發現時，只剩头骨。11月1日，經多次鑑定後，確認那是趙尚志的頭颅骨。后将遗骨葬回老家辽宁省朝阳县尚志乡的将军山。

## 纪念

### 地名
1946年11月，中共為了表彰趙尚志的抗日功績並永遠緬懷這位抗日英雄，把珠河縣改名為尚志县（今尚志市），把他的犧牲地改為尚志村，把哈爾濱的一條主要街道命名為尚志大街。

1982年6月8日，中共黑龙江省委根据中共中央组织部的提议，给予赵尚志完全平反并恢复党籍，朝阳家乡的出生地王伦沟乡被命名为尚志乡。

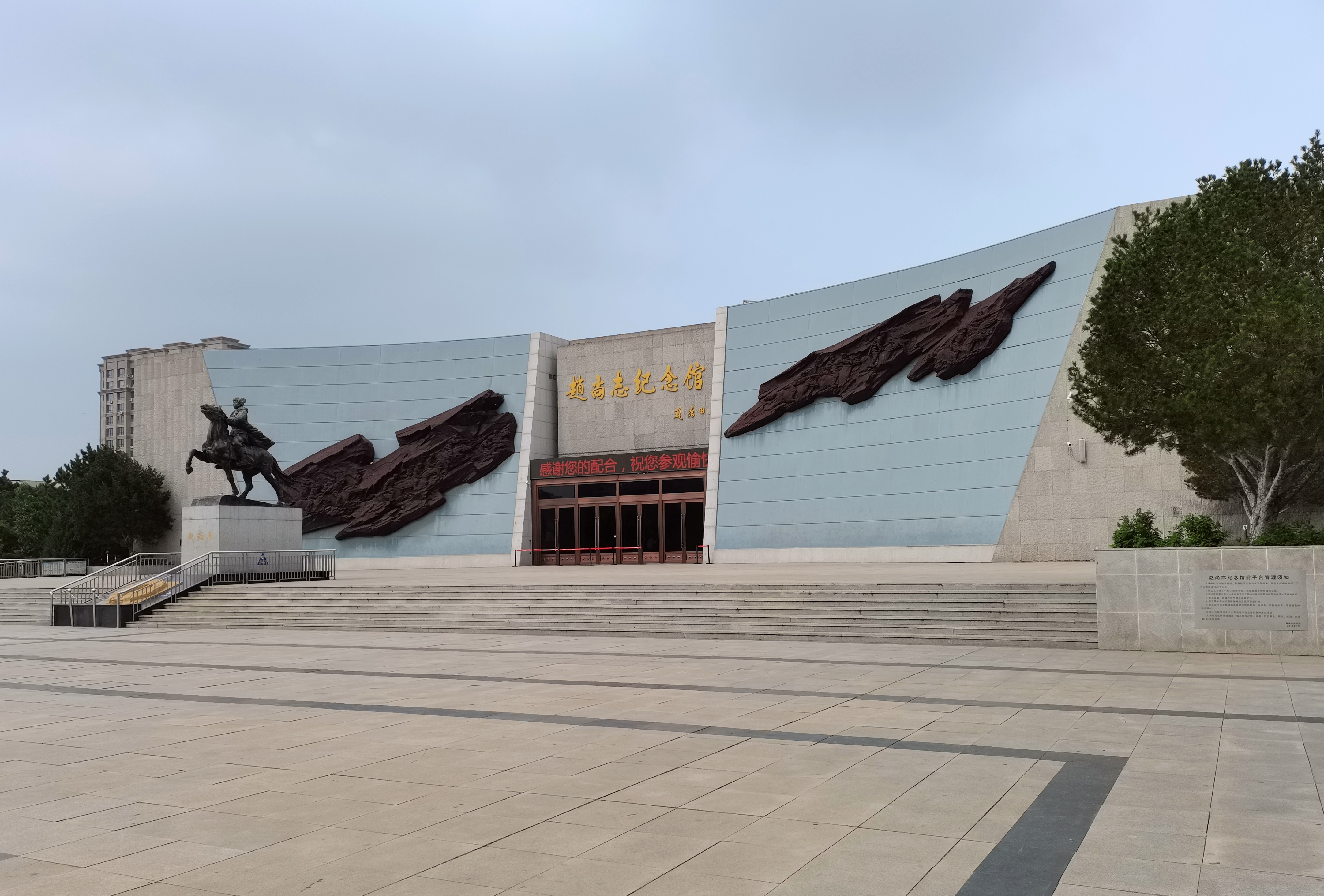
赵尚志纪念馆

### 建筑
1980年代，黑龙江当地政府查明赵尚志遇难地点。1995年，鹤北林业局在其遇难处建立一座纪念碑，由原黑龙江省省长、抗联战士陈雷题写碑文。1999年2月1日，黑龙江省人民政府将赵尚志将军遇难地列为省级文物保护单位。辽宁省朝阳市建有赵尚志纪念馆。

### 活动
2009年，赵尚志被中共中央宣传部、中央组织部等11个部门评选为“100位为新中国成立做出突出贡献的英雄模范人物”。